# Приморское (Крым)
Примо́рское (до 1944 года Мая́к-Салы́н; укр. Приморське, крымскотат. Mayaq Salın, Маякъ Салын) — исчезнувшее село в Ленинском районе Республики Крым, располагавшееся на северо-востоке района и Керченского полуострова, примерно в 2 км к северу от современного села Затишное.

## История
Первое документальное упоминание села встречается в Камеральном Описании Крыма… 1784 года, судя по которому, в последний период Крымского ханства Беяк Сален входил в Дин Керченский кадылык Кефинского каймаканства. После присоединения Крыма к России (8) 19 апреля 1783 года, (8) 19 февраля 1784 года, именным указом Екатерины II сенату, на территории бывшего Крымского Ханства была образована Таврическая область и деревня была приписана к Левкопольскому, а после ликвидации в 1787 году Левкопольского — к Феодосийскому уезду Таврической области. Перед Русско-турецкой войной 1787—1791 годов производилось выселение крымских татар из прибрежных селений во внутренние районы полуострова, в ходе которого в Маяк-Салын было переселено 5 человек. В конце войны, 14 августа 1791 года всем было разрешено вернуться на место прежнего жительства. После Павловских реформ, с 1796 по 1802 год, входила в Акмечетский уезд Новороссийской губернии. По новому административному делению, после создания 8 (20) октября 1802 года Таврической губернии, Маяк-Салын был включён в состав Акмозской волости Феодосийского уезда.
По Ведомости о числе селений, названиях оных, в них дворов… состоящих в Феодосийском уезде от 14 октября 1805 года , в деревне Маяк-Салын числилось 17 дворов и 101 житель. На военно-топографической карте генерал-майора Мухина 1817 года деревня Маяк салы обозначена с 20 дворами. После реформы волостного деления 1829 года Маяк Салин, согласно «Ведомости о казённых волостях Таврической губернии 1829 года», отнесли к Чурубашской волости (переименованной из Аккозской). На карте 1836 года в деревне 12 дворов. Видимо, вследствие эмиграции крымских татар в Турцию, деревня опустела и на карте 1842 года Маяк Салын обозначен условным знаком «малая деревня», то есть, менее 5 дворов.
В 1860-х годах, после земской реформы Александра II, деревню приписали к Сарайминской волости. Согласно «Списку населённых мест Таврической губернии по сведениям 1864 года», составленному по результатам VIII ревизии 1864 года, Маяк-Салын — владельческая татарская деревня с 22 дворами, 57 жителями и мечетью при безыменной балке. На трёхверстовой карте Шуберта 1865—1876 года в деревне Маяк-Салын обозначено 15 дворов. По «Памятной книге Таврической губернии 1889 года», по результатам Х ревизии 1887 года, в деревне Маяк-Салын числилось 46 дворов и 230 жителей. По «…Памятной книжке Таврической губернии на 1892 год» в Маяк-Салыне, входившем в Ново-Александровское сельское общество, числилось 13 жителей в 3 домохозяйствах. На верстовой карте Крыма 1896—1926 года в селении обозначено 44 двора с татарско-русским населением. По «…Памятной книжке Таврической губернии на 1902 год» в деревне Маяк-Салынь, входившей в Ново-Александровское сельское общество, числилось 286 жителей, домохозяйств не имеющих. 16 июня 1906 года в деревне было начато строительство мектебе. По Статистическому справочнику Таврической губернии. Ч.II-я. Статистический очерк, выпуск пятый Феодосийский уезд, 1915 год, в деревне Маяк-Салынь Сарайминской волости Феодосийского уезда числилось 60 дворов (все дворы с землёй) со смешанным населением в количестве 34 человек приписных жителей и 247 «посторонних», из которых 159 мужчин и 122 женщины. Жители владели 1703 десятинами удобной земли. В хозяйствах имелось 136 лошадей, 129 волов, 69 коров и 440 голов овец, свиней, или коз.
После установления в Крыму Советской власти, по постановлению Крымревкома, 25 декабря 1920 года из Феодосийского уезда был выделен Керченский (степной) уезд, а, постановлением ревкома № 206 «Об изменении административных границ» от 8 января 1921 года была упразднена волостная система и в составе Керченского уезда был создан Керченский район в который вошло село (в 1922 году уезды получили название округов. 11 октября 1923 года, согласно постановлению ВЦИК, в административное деление Крымской АССР были внесены изменения, в результате которых округа были отменены и основной административной единицей стал Керченский район в который вошло село. Согласно Списку населённых пунктов Крымской АССР по Всесоюзной переписи 17 декабря 1926 года, в селе Маяк-Салын, центре Маяк-Салынского сельсовета Керченского района, числился 101 двор, из них 82 крестьянских, население составляло 460 человек, из них 264 татарина, 59 русских, 129 украинцев, 14 белорусов, 8 армян, 1 еврей, 15 записаны в графе «прочие», действовали татарская и русская школы I ступени (пятилетка). Постановлением ВЦИК «О реорганизации сети районов Крымской АССР» от 30 октября 1930 года (по другим сведениям 15 сентября 1931 года) Керченский район упразднили и село включили в состав Ленинского, а, с образованием в 1935 году Маяк-Салынского района Маяк-Салын вошёл в его состав, при этом центр района находился в Керчи. По данным всесоюзной переписи населения 1939 года в селе проживало 564 человека. На подробной карте РККА Керченского полуострова 1941 года в селении отмечено 72 двора. Указом Президиума Верховного Совета РСФСР от 7 марта 1941 года Маяк-Салынский сельсовет был упразднён.
В 1944 году, после освобождения Крыма от фашистов, согласно постановлению ГКО № 5859 от 11 мая 1944 года, 18 мая крымские татары были депортированы в Среднюю Азию. Указом Президиума Верховного Совета РСФСР от 14 декабря 1944 года, село Маяк-Салынь переименовали в Приморское, а Маяк-Салынский район — в Приморский. С 25 июня 1946 года селение в составе Крымской области РСФСР. Указом Президиума Верховного Совета РСФСР от 18 мая 1948 года, к Приморскому присоединили сёла Паша-Салын и Сердюково. 26 апреля 1954 года Крымская область была передана из состава РСФСР в состав УССР. Время упразднения сельсовета и включения в Чистопольский пока не установлено: на 15 июня 1960 года Приморское уже числилась в его составе.
Указом Президиума Верховного Совета УССР «Об укрупнении сельских районов Крымской области», от 30 декабря 1962 года Приморский район был упразднён и вновь село присоединили к Ленинскому. Исключено из учётных данных в 1963 году (согласно справочнику «Крымская область. Административно-территориальное деление на 1 января 1968 года» — в период с 1954 по 1968 год, как посёлок Чистопольского сельсовета).

### Динамика численности населения
| - 1805 год — 101 чел. - 1864 год — 57 чел. - 1889 год — 230 чел. - 1892 год — 13 чел. | - 1902 год — 286 чел. - 1915 год — 34/247 чел. - 1926 год — 460 чел. - 1939 год — 564 чел. |